# عبد السلام هارون
عبد السلام هارون (1326- 1408 هـ / 1909- 1988 م) من علماء العربية وأدبائها، بحَّاثة ومحقق مصري، أستاذ سابق في كلية الآداب جامعة الإسكندرية، وأحد أشهر محققي التراث العربي والإسلامي في القرن العشرين. وهو ابنُ خال العالمين المحققين الأديبين أحمد محمد شاكر ومحمود محمد شاكر.

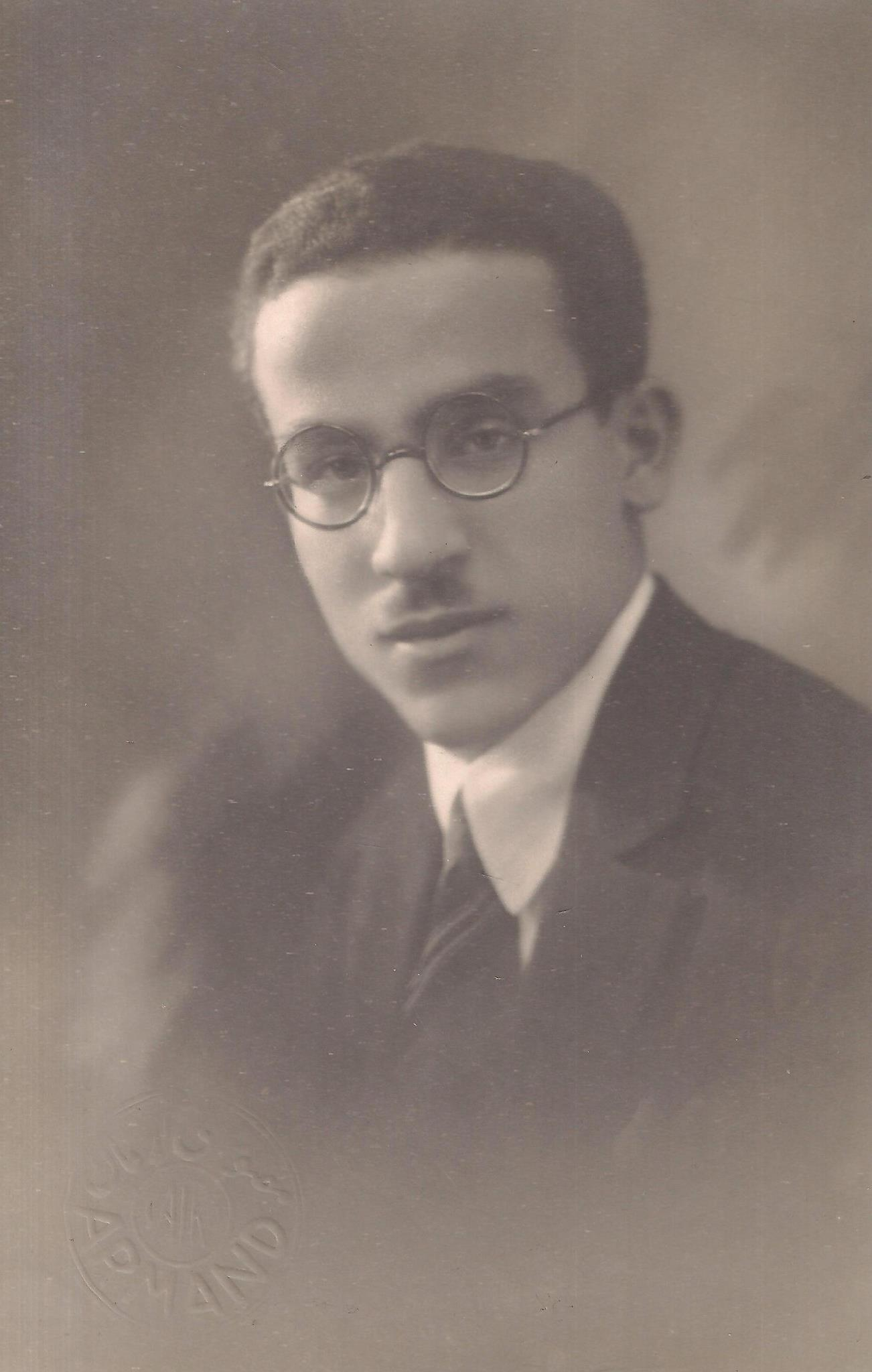
عبد السلام هارون في شبابه

## المولد والنشأة
ولد عبد السلام بن محمد بن هارون في مدينة الإسكندرية في 25 ذي الحجة 1326 هـ الموافق 18 يناير 1909م، ونشأ في بيت كريم من بيوت العلم، فجده لأبيه هو الشيخ هارون بن عبد الرازق عضو جماعة كبار العلماء، وأبوه هو الشيخ محمد بن هارون كان يتولى عند وفاته منصب رئيس التفتيش الشرعي في وزارة الحقانية (العدل)، وعمه هو الشيخ أحمد بن هارون الذي يرجع إليه الفضل في إصلاح المحاكم الشرعية ووضع لوائحها، أما جده لأمه فهو الشيخ محمود بن رضوان الجزيري عضو المحكمة العليا.

## طلبه للعلم
عني أبوه بتربيته وتعليمه، فحفظ القرآن الكريم وتعلم مبادئ القراءة والكتابة، والتحق بالجامع الأزهر سنة 1921 (1340 هـ) حيث درس العلوم الشرعية والعربية، ثم التحق في العام 1924 (1343 هـ) بتجهيزية دار العلوم بعد اجتيازه مسابقة للالتحاق بها، وكانت هذه التجهيزية تعد الطلبة للالتحاق بمدرسة دار العلوم، ليحصل منها على شهادة البكالوريا سنة 1928 (1347 هـ) ثم أتم دراسته بدار العلوم العليا، وتخرج منها سنة 1945 (1351 هـ).

## الوظائف العلمية
بعد تخرجه عمل مدرسًا بالتعليم الابتدائي، ثم عُيّن سنة 1945 (1365 هـ) مدرسًا بكلية الآداب بجامعة الإسكندرية، وهذه هي المرة الوحيدة في تاريخ الجامعات التي ينتقل فيها مدرس من التعليم الابتدائي إلى السلك الجامعي، بعد أن ذاعت شهرته في تحقيق التراث، ثم عُيّن سنة 1950 (1370 هـ) أستاذًا مساعدًا بكلية دار العلوم، ثم أصبح أستاذًا ورئيسًا لقسم النحو بها سنة 1959 (1379 هـ)، دُعي مع نخبة من الأساتذة المصريين سنة 1966 (1386 هـ) لإنشاء جامعة الكويت، وتولى هو رئاسة قسم اللغة العربية وقسم الدراسات العليا حتى سنة 1975 (1394 هـ)، وفي أثناء ذلك اختير عضوًا بمجمع اللغة العربية بالقاهرة سنة 1969 (1389 هـ).

## النشاط العلمي
بدأ عبد السلام هارون نشاطه العلمي منذ وقت مبكر، فحقق وهو في السادسة عشرة من عمره كتاب «متن أبي شجاع» بضبطه وتصحيحه ومراجعته في سنة (1344هـ=1925م)، ثم حقق الجزء الأول من كتاب «خزانة الأدب» للبغدادي سنة (1346هـ= 1927م)، ثم أكمل أربعة أجزاء من الخزانة وهو طالب بدار العلوم.
كانت هذه البدايات تشير إلى الاتجاه الذي سيسلكه هذا الطالب النابه، وتظهر تعلقه بنشر التراث، وصبره وجلده على تحمل مشاق المراجعة والتحقيق، وبعد تخرجه في دار العلوم اتجه إلى النشر المنظم، فلا تكاد تخلو سنة من كتاب جديد يحققه أو دراسة ينشرها. ولنبوغه في هذا الفن اختاره الدكتور طه حسين (1363 هـ = 1943م) ليكون عضوًا بلجنة إحياء تراث أبي العلاء المعري مع الأساتذة: مصطفى السقا، وعبد الرحيم محمود، وإبراهيم الإبياري، وحامد عبد المجيد، وقد أخرجت هذه اللجنة في أول عهدها مجلدًا ضخمًا بعنوان: «تعريف القدماء بأبي العلاء»، أعقبته بخمسة مجلدات من شروح ديوان «سقط الزند».
وتدور آثاره العلمية في التحقيق حول العناية بنشر كتب الجاحظ، وإخراج المعاجم اللغوية، والكتب النحوية، وكتب الأدب، والمختارات الشعرية. أما كتب الجاحظ -أمير البيان العربي- فقد عني بها عبد السلام هارون عناية فائقة، فأخرج كتاب «الحيوان» في ثمانية مجلدات، ونال عن تحقيقه جائزة مجمع اللغة العربية سنة (1370هـ=1950م)، وكتاب البيان والتبيين في أربعة أجزاء، وكتاب «البرصان والعرجان والعميان والحولان» و«رسائل الجاحظ» في أربعة أجزاء، وكتاب «العثمانية».
وأخرج من المعاجم اللغوية: معجم «مقاييس اللغة» لابن فارس في ستة أجزاء، واشترك مع أحمد عبد الغفور العطار في تحقيق «صحاح العربية» للجوهري في ستة مجلدات، و«تهذيب الصحاح» للزنجاني في ثلاثة مجلدات، وحقق جزأين من معجم «تهذيب اللغة» للأزهري، وأسند إليه مجمع اللغة العربية الإشراف على طبع «المعجم الوسيط».
حقق من كتب النحو واللغة كتاب سيبويه في خمسة أجزاء، وخزانة الأدب للبغدادي في ثلاثة عشر مجلدًا، ومجالس ثعلب في جزأين، وأمالي الزجاجي، ومجالس العلماء للزجاجي أيضًا، والاشتقاق لابن دريد. وحقق من كتب الأدب والمختارات الشعرية: الأجمعيات، والمفضليات بالاشتراك مع العلامة أحمد شاكر، وشرح ديوان الحماسة للمرزوقي مع الأستاذ أحمد أمين، وشرح القصائد السبع الطوال لابن الأنباري، والمجلد الخامس عشر من كتاب الأغاني لأبي فرج الأصبهاني.
وحقق من كتب التاريخ: جمهرة أنساب العرب لابن حزم، ووقعة صفين لنصر بن مزاحم، وكان من نتيجة معاناته وتجاربه في التعامل مع النصوص المخطوطة ونشرها أن نشر كتابًا في فن التحقيق بعنوان: «تحقيق النصوص ونشرها» سنة (1374 هـ = 1954م)، فكان أول كتاب عربي في هذا الفن يوضح مناهجه ويعالج مشكلاته، ثم تتابعت بعد ذلك الكتب التي تعالج هذا الموضوع، مثل كتاب: مقدمة في المنهج للدكتورة بنت الشاطئ، ومنهج تحقيق النصوص ونشرها لنوري حمودي القيسي وسامي مكي العاني، وتحقيق التراث العربي لعبد المجيد دياب.
أما عن مؤلفاته فله: الأساليب الإنشائية في النحو العربي، والميسر والأزلام، والتراث العربي، وحول ديوان البحتري، وتحقيقات وتنبيهات في معجم لسان العرب، وقواعد الإملاء، وكناشة النوادر، ومعجم شواهد العربية، ومعجم مقيدات ابن خلكان.
وعمد إلى بعض الكتب الأصول فهذّبها ويسرها، من ذلك: تهذيب سيرة ابن هشام، وتهذيب إحياء علوم الدين لأبي حامد الغزالي، والألف المختارة من صحيح البخاري، كما صنع فهارس لمعجم تهذيب اللغة لأبي منصور الأزهري في مجلد ضخم.
خلاصة القول أن ما أخرجه للناس من آثار سواء أكانت من تحقيقه أو من تأليفه تجاوزت 115 كتابًا، وقد توج عبد السلام هارون حياته بأن نال جائزة الملك فيصل العالمية في الأدب العربي سنة (1402 هـ= 1981م)، وانتخبه مجلس مجمع اللغة العربية أمينا عامًا له في (3 ربيع الآخر 1404 هـ= 7 يناير 1984م)، واختاره مجمع اللغة العربية الأردني عضو شرف به. ظل الشيخ يعمل في خدمة التراث في صبر وجلد ينجز بهما الأعمال العلمية المضنية على اختلاف مناحيها وكثرة تشعبها، تمده ثقافة عربية واسعة، وبصر بالتراث، ونفس وثابة، وروح إسلامية عارمة تستهدف إذاعة النصوص الدالة على عظمة التراث العربي، وتكشف عن نواحي الجلال فيه.
إلى جانب هذا النشاط في عالم التحقيق كان الأستاذ عبد السلام هارون أستاذًا جامعيًا متمكنًا، تعرفه الجامعات العربية أستاذًا محاضرًا ومشرفًا ومناقشا لكثير من الرسائل العلمية التي تزيد عن 80 رسالة للماجستير والدكتوراه.

## الإنتاج العلمي
- صفة الصفوة / لجمال الدين أبي الفرح عبد الرحمن بن علي الجوزي، صنع فهرسه عبد السلام محمد هارون.
- فهارس المخصص للإمام ابن سيده اللغوي / تأليف عبد السلام محمد هارون
- تحقيق النصوص ونشرها: أول كتاب عربي في هذا الفن يوضح مناهجه ويعالج مشكلاته / عبد السلام محمد هارون
- قطوف أدبية: دراسات نقدية في التراث العربي حول تحقيق التراث / عبد السلام محمد هارون.
- بحوث في اللغة والأدب / عبد السلام هارون... [ وآخ ]؛ إعداد وإشراف سهام الفريح.
- تحقيقات وتنبيهات في معجم لسان العرب / تأليف عبد السلام محمد هارون.
- تهذيب سيرة ابن هشام / عبد السلام محمد هارون.
- معجم مقيدات ابن خلكان / عبد السلام محمد هارون.
- خزانة الأدب ولب لباب لسان العرب / تأليف عبد القادر بن عمر البغدادي؛ تحقيق وشرح عبد السلام محمد هارون.
- كناشة النوادر / عبد السلام محمد هارون
- البيان والتبيين / تأليف أبي عثمان عمرو بن بحر الجاحظ؛ تحقيق وشرح عبد السلام محمد هارون.
- مجالس العلماء / أبو القاسم عبد الرحمن بن إسحاق الزجاجي؛ تحقيق عبد السلام محمد هارون.
- المصون في الأدب / تأليف أبي أحمد الحسن بن عبد الله العسكري؛ تحقيق عبد السلام محمد هارون
- المفضليات / المفضل بن محمد، المعروف بالمفضل الضبي؛ تحقيق وشرح أحمد محمد شاكر، عبد السلام محمد هارون
- تهذيب كتاب الحيوان / عبد السلام محمد هارون.
- كتاب سيبويه / تحقيق وشرح عبد السلام هارون
- البرصان والعرجان والعميان والحولان / لأبي عثمان عمرو بن بحر الجاحظ؛ تحقيق وشرح عبد السلام محمد هارون.
- نهج البلاغة: دراسة لغوية توثيقية معجمية نحوية صرفية / إعداد صبري إبراهيم السيد محمد؛ إشراف عبد العزيز مطر، عبد السلام هارون.
- جمهرة أنساب العرب / لأبي محمد علي بن أحمد بن سعيد بن حزم، تحقيق وتعليق عبد السلام محمد هارون.
- الأساليب الإنشائية في النحو العربي / عبد السلام محمد هارون.
- وقعة صفين / لنصر بن مزاحم المنقري؛ تحقيق وشرح عبد السلام محمد هارون
- معجم مقاييس اللغة / لأبي الحسين أحمد بن فارس بن زكريا؛ بتحقيق وضبط عبد السلام محمد هارون
- همع الهوامع في شرح جمع الجوامع / لجلال الدين السيوطي؛ تحقيق وشرح عبد السلام محمد هارون، عبد العال سالم مكرم.
- الالف المختارة من صحيح البخاري / اختيار وشرح عبد السلام محمد هارون
- التراث العربي / عبد السلام هارون
- الأصمعيات / اختيار الاصمعي؛ تحقيق وشرح أحمد محمد شاكر، عبد السلام هارون.
- قواعد الإملاء / تأليف عبد السلام محمد هارون.
- نوادر المخطوطات / عبد السلام هارون.
- أبو علي الشلوبين وأثره في الدراسات النحوية / نصر الدين أحمد منوفي؛ إشراف عبد السلام هارون.
- معجم شواهد العربية / تأليف عبد السلام محمد هارون.
- أبو البقاء العكبري وأثره في الدراسات النحوية: بحث في النحو / محمد فؤاد علي الدين؛ إشراف عبد السلام هارون.
- العدد في اللغة العربية / اع

## وفاته
توفي عبد السلام هارون يوم الثلاثاء 10 رمضان 1408هـ الموافق 26 أبريل 1988.

## وصلات خارجية
- عبد السلام هارون على موقع أرشيف الشارخ